# سوطيات الذيل
سحالي سوطيات الذيل أو تيديات أو السحالي العَدَّاءة (الاسم العلمي: Teiidae)، فصيلة سحالي من الحرشفيات. موطنها في الأمريكتين. تتكون من حوالي 150 نوعًا ضمن ثمانية عشر جنسًا.